# Funktionelle Bildgebung
Unter Funktioneller Bildgebung versteht man bildgebende Verfahren in der Medizin, mit denen sich Größen wie Stoffwechselaktivität oder Blutfluss messen lassen. Im Gegensatz zur anatomischen (morphologischen) Bildgebung versucht die funktionelle Bildgebung, die physiologische Aktivität bestimmter Organe oder Gewebeschichten zu ermitteln.
Folgende bildgebende Verfahren dienen der funktionellen Bildgebung:
- Magnetresonanztomographie (MRT), insbesondere Funktionelle Magnetresonanztomographie (fMRT) und Magnetresonanzperfusionsbildgebung
- Computertomographie-Perfusionsbildgebung
- Positronen-Emissions-Tomographie (PET)
- Single-Photon-Emissionscomputertomographie (SPECT)
- Magnetic Particle Imaging (MPI)